# Everson Jr
Everson Junior Pereira da Silva, dit Everson Jr, né le 7 novembre 2003 à Nice, est un footballeur franco-brésilien qui évolue au poste de milieu défensif au Montpellier HSC.

## Biographie

### Débuts et formation
Everson Junior Pereira da Silva, dit Everson Jr, né le 7 novembre 2003 à Nice, commence le football en France avec l'OGC Nice. En 2018, il s'engage avec les U17 
de l'AC Ajaccio, après être passé la saison suivante avec les U19 du club Corse, il intègre l'équipe réserve ou il effectue un total de 41 matchs pour 8 buts et 1 passe décisive durant 4 saisons en National 3.

### AC Ajaccio
Il fait ses débuts pour son club formateur, le 7 aout 2021, remplaçant Jean Botué , lors de la 3e journée de Ligue 2 contre l'AJ Auxerre (match nul 0-0).
Le 08 Aout 2023, Everson Jr signe son premier contrat professionnel, il paraphe un contrat allant jusqu'en 2026 avec l'AC Ajaccio.
Le 7 mars 2025, lors de la 26e journée de Ligue 2 contre Grenoble Foot 38, Everson Jr inscrit son premier but avec l'AC Ajaccio (match nul 2-2).

## Vie privée
Everson Jr est issu d'une famille de footballeur, il est le fils ainé de Everson. Il est le grand frère de Everton, lui aussi footballeur (OGC Nice U19).